# Valtatie 16
Pour les articles homonymes, voir Route nationale 16.
La route nationale 16  (en finnois : Valtatie 16, en suédois : Riksväg 16) est une route nationale de Finlande menant de Seinäjoki à Kyyjärvi.
Elle mesure 106 kilomètres de long.

## Trajet
La route nationale 16 traverse les villes et (municipalités) suivantes :
(Seinäjoki), Lapua, (Lappajärvi), Alajärvi, Kyyjärvi.